# Díkůvzdání (Glee)
Díkůvzdání (v anglickém originále Thanksgiving) je osmá epizoda čtvrté série amerického hudebního seriálu Glee a v celkovém pořadí sedmdesátá čtvrtá epizoda seriálu. Scénář k epizodě napsali Russel Friend a Garrett Lerner, režíroval ji Bradley Buecker a poprvé se vysílala ve Spojených státech dne 29. listopadu 2012 na televizním kanálu Fox. Epizoda obsahuje návrat mnoha z absolventů New Directions, aby jim pomohli při vedení současného sboru na výběrovou soutěž sborů, která se koná o dni díkůvzdání. V epizodě se znovu objeví speciální hostující hvězda Sarah Jessica Parker jako Isabelle Wright, Kurtova šéfka v New Yorku.
Epizodu v den vysílání sledovalo celkem 5,39 milionů amerických diváků a získala 2,2/6 rating/podíl na trhu ve věkové skupině od osmnácti do čtyřiceti devíti let.

## Příběh

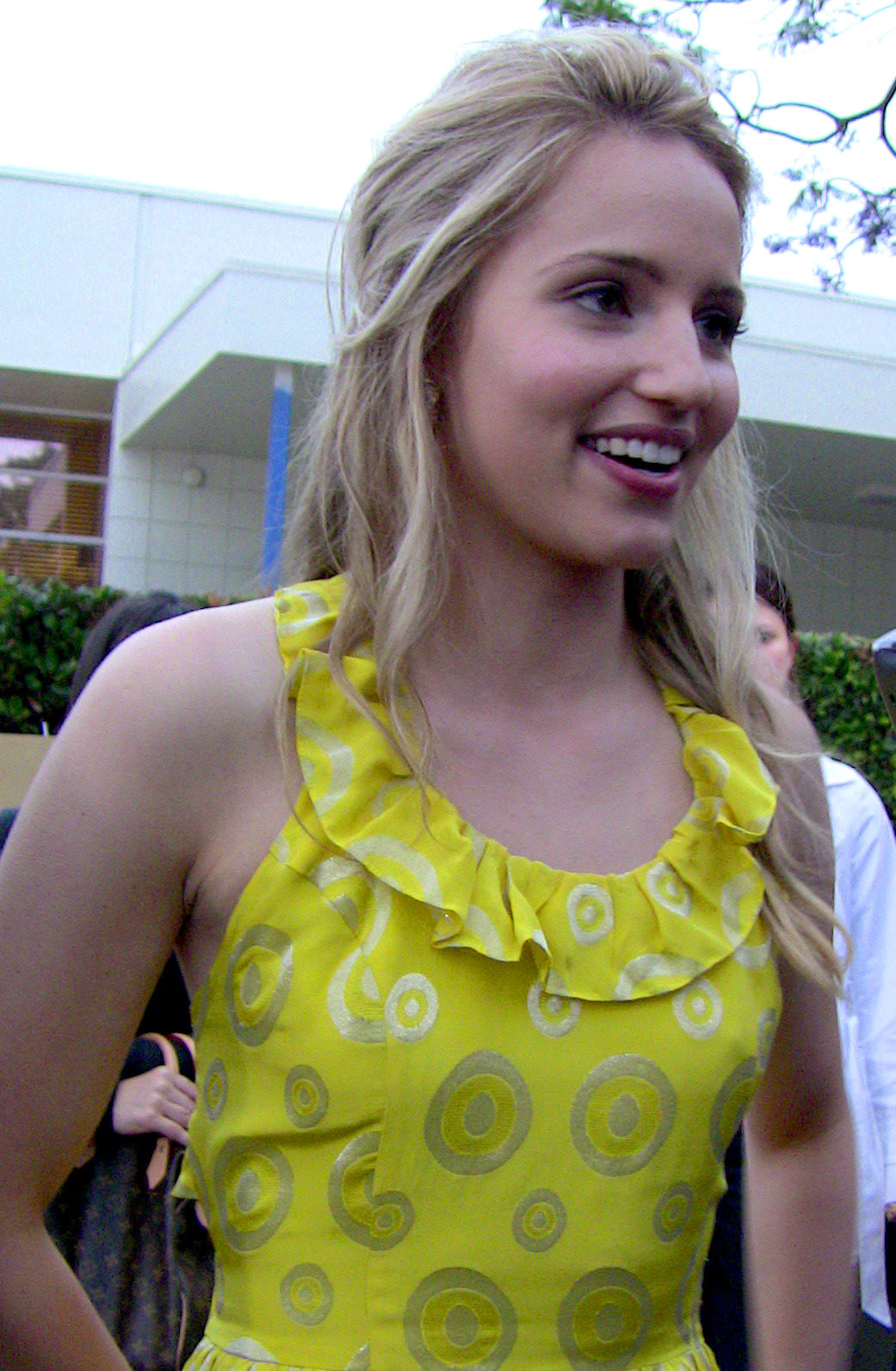
V této epizodě se opět objevuje Dianna Agron jako Quinn Fabray

Quinn Fabray (Dianna Agron), Santana Lopez (Naya Rivera), Mercedes Jones (Amber Riley), Mike Chang (Harry Shum mladší) a Noah "Puck" Puckerman (Mark Salling) se vrací do Limy, aby oslavili den díkuvzdání a přidali se k dočasnému vedoucímu sboru Finnovi Hudsonovi (Cory Monteith) při zpěvu mashupu písní "Homeward Bound" a "Home" ve školní hale. Následně Finn požádá každého z absolventů, aby byl mentorem pro jednoho z nových členů sboru, aby se mohli připravit na výběrové kolo soutěže sborů, které se bude konat přímo na McKinleyově střední škole.
Mike je v páru s Ryderem Lynnem (Blake Jenner), Puck je v páru se svým bratrem Jakem Puckermanem (Jacob Artist), Mercedes je v páru s Wadem "Unique" Adamsem (Alex Newell), Quinn je v páru s Kitty Wilde (Becca Tobin) a Santana je v páru s Marley Rose (Melissa Benoist). Aby porazili své rivaly, sbor Slavíci z Daltonovy akademie, kteří jsou známí za své precizní taneční choreografie, tak se Finn rozhodne pro New Directions vybrat jako hudební číslo "Gangnam Style".
Ryder souhlasí, že už nebude pokračovat naléhat na Marley teď, když chodí s Jakem. Na oplátku za to Jake pomáhá Ryderovi, aby byl vybrán jako jeden z hlavních tanečníků skupinového čísla společně se Samem Evansem (Chord Overstreet), ačkoliv Jake je lepší tanečník než Ryder. Mezitím Kitty přesvědčuje svou mentorku Quinn, kterou zbožňuje, že Jake tlačí na Marley, aby se s ním vyspala. Quinn se stává vůči Jakovi nepřátelská, částečně i kvůli její předchozí zkušenosti s Puckem.
Quinn, Santana a Brittany Pierce (Heather Morris) vystupují s písní "Come See About Me" pro ženské členky New Directions a připomínají jim, aby v soutěži využili své silné stránky. Po vystoupení, Santana konfrontuje Quinn ohledně toho, že zjistila, že Kitty dala Marley projímadla, aby se u Marley projevila bulimie. Quinn, která chodí z jedním ze svých profesorů z Yalu, obviní Santanu, že na ní pouze žárlí a projektuje si své nepřátelství do jejich chráněnkyň, což vede ke rvačce, před tím, než Quinn vybuchne a uteče z místnosti.
V New Yorku, Rachel Berry (Lea Michele) konfrontuje Brodyho Westona (Dean Geyer) ohledně toho, že se vyspal s Rachelinou sokyní, její učitelkou tance Cassandrou July. Brody připomene Rachel, že ho také krátce ignorovala ve chvíli, kdy se Finn objevil v New Yorku. Rachel uzná svou chybu a pozve ho, ať oslaví Den díkůvzdání společně s ní a jejím spolubydlícím Kurtem Hummelem (Chris Colfer), který také pozve svou šéfku Isabelle Wright (Sarah Jessica Parker). Isabelle do Rachelina a Kurtova bytu přivádí i své přátele a večer nakonec skončí jako velká párty, když všichni zpívají mashup písní "Let's Have a Kiki" a "Turkey Lurkey Time". Isabelle poradí Kurtovi, aby zavolal svému bývalému příteli Blainovi Andersonovi (Darren Criss), ten tak učiní a mají spolu upřímnou konverzaci, ve které Kurt souhlasí, že se potkají během Vánoc, aby se rozhodli, co se stane s jejich vztahem.
Na výběrovém kole jako první vystupují Slavíci, které vedou Hunter Clarington (Nolan Gerard Funk) a Sebastian Smythe (Grant Gustin) a zpívají písně "Whistle" a "Live While We're Young". Mezitím se Marley začne cítit strašně kvůli hladovění a úzkostem. Ryder doufá, že uvolní tlak ve sboru a přenechává své místo hlavního tanečníka Jakovi. New Directions úspěšně vystupují a v hledišti je sledují Finn, Quinn, Santana, Mercedes, Mike, Puck, vedoucí sboru Will Schuester (Matthew Morrison), školní výchovná poradkyně Emma Pillsbury (Jayma Mays) a trenérka roztleskávaček Sue Sylvester (Jane Lynch). Nicméně po ukončení první písně a před začátkem druhé Marley zkolabuje přímo na jevišti.

## Seznam písní
- "Homeward Bound / Home"
- "Come See About Me"
- "Whistle"
- "Live While We're Young"
- "Let's Have a Kiki / Turkey Lurkey Time"
- "Over the River and Through the Wood / She'll Be Coming 'Round the Mountain"
- "Gangnam Style"

## Obsazení
| Chris Colfer      | Kurt Hummel           |
| Darren Criss      | Blaine Anderson       |
| Jane Lynch        | Sue Sylvester         |
| Kevin McHale      | Artie Abrams          |
| Lea Michele       | Rachel Berry          |
| Cory Monteith     | Finn Hudson           |
| Heather Morris    | Brittany Pierce       |
| Matthew Morrison  | William Schuester     |
| Chord Overstreet  | Sam Evans             |
| Amber Riley       | Mercedes Jones        |
| Naya Rivera       | Santana Lopez         |
| Mark Salling      | Noah „Puck“ Puckerman |
| Harry Shum mladší | Mike Chang            |
| Jenna Ushkowitz   | Tina Cohen-Chang      |